# 2624 Samitchell
2624 Samitchell (1962 RE) là một tiểu hành tinh nằm phía ngoài của vành đai chính được phát hiện ngày 7 tháng 9 năm 1962 bởi Đài thiên văn Goethe Link ở Brooklyn.